# Karl Friedrich von Steinmetz
Pour les articles homonymes, voir Steinmetz.
Karl Friedrich von Steinmetz (né le 27 décembre 1796 à Eisenach, mort le 2 août 1877 à Bad Landeck) est un général feld-maréchal prussien.

## Jeunesse et guerres napoléoniennes
Karl Friedrich von Steinmetz fait ses études à l'école des cadets de Stolp en province de Poméranie de 1807 à 1811, dans la misère et la pauvreté provoquées par l'occupation française. Au début de la guerre de Sixième Coalition, malgré leur pauvreté, son frère aîné et lui sont immédiatement intégrés dans l'armée et font leurs classes à Breslau, l'aîné comme aspirant, le plus jeune au rang de sous-lieutenant. Après une vaine tentative de transfert dans le régiment hussards de Blücher qui fait l'admiration du jeune homme, il est mis sous les ordres du général Yorck, qui accueille avec froideur les officiers de Breslau.
Les deux frères participent aux combats les plus durs de la campagne de 1813, l'aîné est tué à la bataille de Leipzig et le plus jeune est blessé. Pendant la courte halte sur le Rhin il utilise son temps à parfaire son éducation et sa formation militaire. Dans la campagne de France, il reçoit la croix de fer. Après la paix il entre à Paris où craignant de perdre les dix ducats qu'il économise sur sa solde mensuelle pour envoyer à sa mère, il se tient à l'écart de ses camarades plus fortunés qui profitent de la vie parisienne.

## Service en Prusse

### Caractère et mariage
Sa conduite loin des excès de la jeunesse, lui permet de surmonter sa mauvaise santé et d'acquérir plus de vigueur physique, qu'il conservera jusqu'à la fin de sa longue carrière militaire, mais les circonstances qui lui imposent ce mode de vie spartiate, qui forge son caractère et son physique, le rendent amer. Sa pauvreté et son manque d'influence évidente, lui valent d'être affecté après la guerre, au 2e régiment à pied de la Garde, posté à Berlin.
Il se consacre rigoureusement à ses études et à sa profession. De 1820 à 1824 il fait de brillantes études à l'Académie de guerre de Prusse, avant d'être affecté à la section topographique de l'état-major. Le général Karl von Müffling rapporte de lui qu'il était trop fier pour accepter les encouragements qu'il considérait sans doute comme de la compassion, eu égard à sa condition, mais que ses capacités lui permettraient pourtant de surpasser ses camarades. Peu de temps après cela, son mariage avec sa cousine Julie, fille du lieutenant-général Karl Friedrich Franciscus von Steinmetz (1768-1837), améliore sensiblement sa condition matérielle. Son beau-père se montre généreux avec le jeune couple, qui emménage à Potsdam où Von Steinmetz est nommé capitaine de la Garde de la Landwehr, ce qui leur permet des visites quotidiennes. Son commandant de brigade, le général von Röder, est un bon soldat, qui lui prodigue une excellente formation.

## Devoir de garnison
Vers 1830 sa carrière militaire se poursuit sans incident pendant plusieurs années passées dans diverses garnisons, jusqu'à ce qu'il devienne commandant et chef de bataillon, en 1839. Il a alors de nombreuses divergences de vue avec ses supérieurs, qui estiment qu'il entraîne trop rudement ses troupes quelle que soit la saison. Heureusement la gentillesse de son épouse adoucit les relations.
En 1848 il est aux commandes d'un bataillon de la garde pendant les troubles à Berlin, mais il n'est pas engagé, et trouve bientôt un emploi plus actif dans la guerre prusso-danoire. À la bataille de Schleswig (de), le 23 avril 1848, il se distingue au point que le général von Wrangel, commandant en chef, dira plus tard que c'est lui qui décida du sort de la bataille. Il s'est distingué encore à la Bataille de Dybbøl (1864), et le prince Guillaume Ier lui-même le décore de la croix de l'Ordre Pour le Mérite.
Le délicat commandement des troupes de Brandebourg lui est confié, alors que l'esprit de révolte se répand parmi la troupe,. À l'heure de l'incident d'Olmtz-Bronnzell de 1850, il est employé en tant que gouverneur militaire de Cassel. En 1851 il est nommé colonel, commandant de l'école des cadets de Berlin. Il commence immédiatement une réforme de l'instruction, dont il a si souvent depuis 1820 condamné les défauts. À plus de cinquante ans, il apprend maintenant le latin et l'anglais qu'il estime nécessaires pour être un meilleur instructeur.

## Officier général

### 1854-1864
En 1854, après 41 années de service actif, il est promu major-général. À Magdebourg, comme à Berlin, son ardeur réformatrice lui cause de nombreux ennemis, et en octobre de cette année son esprit est ébranlé par la mort de sa plus jeune et dernière fille survivante, âgée de vingt-six ans. Il quitte Magdebourg pour commander une brigade de la garde à Berlin (1857), et presque immédiatement pour commander une division du 1er corps d'armée. Au début de 1858 il est nommé lieutenant-général et pendant les cinq années qu'il occupe ce grade, il se consacre particulièrement à acquérir la connaissance de la cavalerie. Vers 1863, apprenant que von Bonin, son aîné en âge, mais son cadet en temps de service, est sur le point d'être nommé au commandement du 1er corps, il songe à la retraite, mais les autorités militaires après avoir nommé Bonin, font de Steinmetz le commandant du 2e corps d'armée, puis du 5e corps d'armée à Posen, quand le Prince héritier de la couronne le remplace au commandement du 2e corps. C'est peu de temps après que son épouse décède. Le 19 novembre 1863, il épouse en 1867, au château de Hohenzollern, Else von Krosigk (de), de 52 ans sa cadette (née le 21 novembre 1848 et morte le 3 octobre 1905).

### Guerre austro-prussienne
En 1864, il est promu général d'infanterie, et mène le 5e corps à la guerre austro-prussienne en 1866. C'est sa période de gloire. Au cours de la bataille de Nachod, de la bataille de Skalitz et de la bataille de Schweinschädel, trois batailles gagnées en trois jours successifs, sa conduite habile et résolue ouvre la route des montagnes malgré la défaite de Bonin à la bataille de Trautenau. En 1867, dans sa solitude, celui qu'on appelle désormais le « lion de Nachod », contracte un deuxième mariage avec Elise von Krosigk (de). Ayant été gratifié d'une pension pour ses brillants états de services en 1866, il est maintenant, pour la première fois de sa vie, un homme riche. Il est élu au parlement de la Confédération de l'Allemagne du Nord.

### Guerre franco-prussienne de 1870
Au début de la guerre franco-prussienne de 1870 Steinmetz est nommé au commandement d'une des trois armées rassemblées sur le Rhin, les autres sont conduites par prince Frédéric Charles et le prince héritier de la couronne. Il ne faut pas longtemps pour que des différends sérieux surgissent entre Steinmetz et Frédéric Charles.
Steinmetz, rendu amer par une lutte perpétuelle contre les influences de la richesse et de la position, et sans doute légèrement grisé par ses succès de 1866, considère que l'ordre de dégager les routes pour laisser passer l'armée du prince comme une tentative destinée à l'évincer, lui l'humble général, de la ligne des combats. Divers incidents ajoutent jour après jour à son ressentiment, jusqu'à la bataille de Gravelotte où il perd son sang-froid et, désobéissant aux ordres de Von Moltke, lance une attaque sur l'aile gauche avec le 1er corps d'armée, qui se solde par de lourdes pertes. Après cela, l'état-major n'a d'autre solution que de lui retirer son commandement et de le renvoyer à l'arrière comme gouverneur-général des 5e et 6e districts de corps d'armée.

## Promotion et retraite
En avril 1871, à sa propre demande, il est mis à la retraite, mais ses services rendus ne sont pas oubliés pour autant. Quand la victoire atténue les animosités, il est fait Feld-maréchal avec une pension de 2 000 Talers et devient membre de la haute chambre.
Dans l'esprit de fidélité qui a guidé toute sa carrière de soldat, il ne fait aucune tentative pour justifier sa conduite de 1870 contre les critiques personnelles ou des historiens officiels.
Sa retraite est tranquille et heureuse, il se maintient en bonne santé physique, mais meurt peu après à Bad Landeck (province de Silésie) le 4 août 1877. Sa veuve épouse le comte Karl von Brühl-Renard, seigneur du château de Seifersdorf, le 12 avril 1880.
Le 37e régiment de fusiliers de l'armée prussienne porte son nom.

## Source
- (en) « Karl Friedrich von Steinmetz », dans Encyclopædia Britannica [détail de l’édition], 1911 (lire sur Wikisource).